# Zasada odpowiedniości
Zasada odpowiedniości (zasada korespondencji) – zasada dotycząca relacji pomiędzy dwiema teoriami fizycznymi, z których jedna jest uogólnieniem bądź rozszerzeniem drugiej, wcześniejszej (klasycznej) teorii. Termin zasada korespondencji jest używany w co najmniej dwóch znaczeniach:
- Nowa teoria musi wyjaśniać wszystkie obserwacje wyjaśniane przez starą[1],
- W pewnych warunkach równania teorii nowszej i ogólniejszej stają się identyczne z równaniami teorii starszej i szczególnej[2].

## Przykłady
Zasada odpowiedniości dotyczy m.in. zależności pomiędzy następującymi teoriami:
- szczególna teoria względności → mechanika klasyczna,
- ogólna teoria względności → newtonowska teoria grawitacji,
- mechanika kwantowa oraz wczesna teoria kwantowa → mechanika klasyczna,
- elektrodynamika kwantowa → elektrodynamika klasyczna,
- kinetyczna teoria gazów → termodynamika klasyczna,
- optyka falowa → optyka geometryczna.

Przykłady par teorii, które nie spełniają zasady korespondencji w ścisłym sensie, choć spełniają tę w szerszym sensie:
- teoria geocentryczna Ptolemeusza – heliocentryzm Kopernika,
- model Kopernika – model Keplera spełniający prawa Keplera,
- teoria flogistonu – współczesna teoria spalania,
- korpuskularna teoria światła Newtona – falowa teoria światła Younga i Fresnela,
- teoria cieplika – kinetyczna teoria gazów,
- teoria eteru Lorentza – szczególna teoria względności Einsteina.

Zasadę korespondencji spełniają też niektóre teorie, które zostały odrzucone lub które nie zostały sprawdzone:
- zmodyfikowana dynamika newtonowska → newtonowska teoria grawitacji,
- teoria Borna-Infelda → elektrodynamika klasyczna,
- grawitacja kwantowa → ogólna teoria względności,
- teorie wielkiej unifikacji → model standardowy.